# Nils Stjernberg

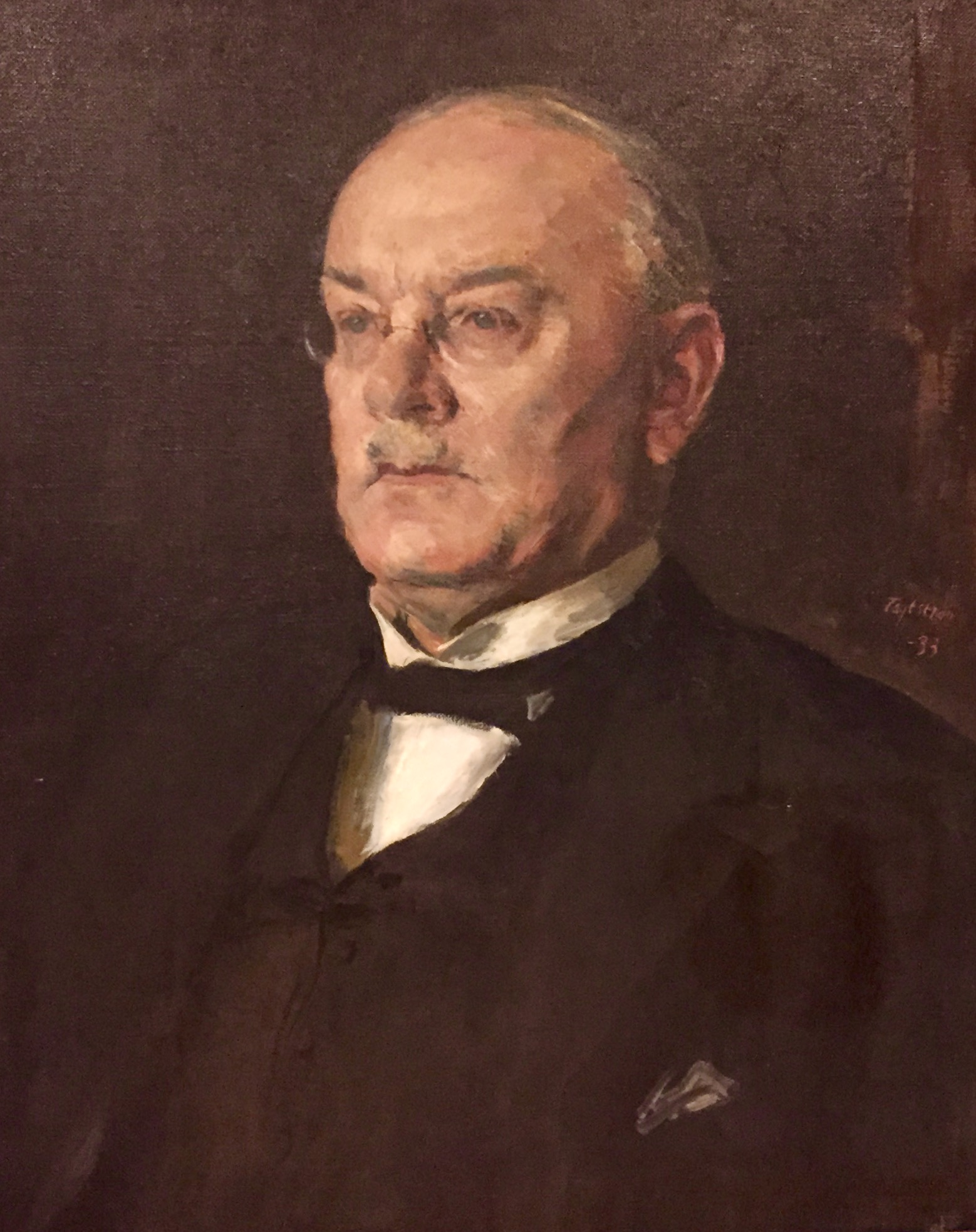
Professor Nils Stjernberg

Nils Fredrik Stjernberg, född den 2 februari 1873 i Karlskrona, död den 21 september 1943, var en svensk professor i straffrätt.

## Biografi
Stjernberg blev efter universitetsstudier i Uppsala, där han 1898 avlade juris kandidatexamen samt 1902 erhöll juris doktorsgrad och docentur. Han blev professor i straffrätt och juridisk encyklopedi vid Stockholms högskola 1906 och tillhörde sedan även högskolans styrelse. Stjernberg var prorektor 1927–38. Han blev ordförande i Svenska kriminalistföreningen 1925 och i Juristföreningen i Stockholm 1936. Stjernberg var även ledamot av Samfundet för utgivande av handskrifter rörande Skandinaviens historia. 
Stjernberg utgav åtskilliga arbeten i positiv straffrätt (däribland Den nya lagen om återfallspreskription, 1903, Den nya svenska strafflagstiftningen ang. minderåriga förbrytare, 1905, Kommentar till lagen om villkorlig straffdom, 1912, jämte en del mindre uppsatser) samt ett flertal kongressföredrag och tidskriftsuppsatser i kriminalpolitiska ämnen. 
Också i Nordisk familjeboks andra upplaga bar många straffrättsliga och kriminalpolitiska artiklar Stjernbergs signatur. Politiskt livligt intresserad, med frisinnad och försvarsvänlig ståndpunkt, publicerade Stjernberg flera bemärkta broschyrer i rösträtts- och försvarsfrågorna.

## Publikationer
- Aristotoles' politik och vår tid : en studie i allmän samhällslära / av Nils Stjernberg. - 1921
- Demokrati och rösträttsgarantier / af Nils Stjernberg. - 1904
- Demokrati och rösträttsgarantier / af Nils Stjernberg. - 1905 - 2. uppl.
- Försvarsfrågan och den s.k. konstitutionella konflikten : tal hållet i K.F.U.Ms hörsal i Stockholm den 8 mars 1914 / av Nils Stjernberg. - 1914
- Grundlinjer till föreläsningar över Straffrättens allmänna del. - 1938-1939 - 7. uppl.
- Grundlinjer till föreläsningar över Straffrättens allmänna del. - 1935-1936 - 6. uppl.
- Grundlinjer till föreläsningar över straffrättens allmänna del / av Nils Stjernberg. - 1930 - 4. uppl.
- Grundlinjer till föreläsningar över Straffrättens allmänna del. Bd 1. - 1938-1939 - 7. uppl., rev.
- Grundlinjer till föreläsningar över Straffrättens allmänna del. Bd. 1. - 1935-1936
- Grundlinjer till föreläsningar över Straffrättens allmänna del. Bd 2. - 1938
- Grundlinjer till föreläsningar över Straffrättens allmänna del. Bd 2. - 1935
- Höger och vänster i rösträttsfrågan / af Nils Stjernberg. - 1907
- Juridisk encyklopedi : anteckningar, ordagrant förda efter professor Stjernbergs diktamen H.-T. 1927. - 1927
- Kommentar till strafflagen kap. 17-18 / av Nils Stjernberg. - 1930 - 2., omarb. och utvidg. uppl.
- Kommentar till strafflagen kap. 17-18 / av Nils Stjernberg. - 1922
- Kommentar till strafflagen kap. 24 / av Nils Stjernberg. - 1922
- Kommentar till strafflagen kap. 24 / Nils Stjernberg. - 1932 - 2., omarb. och utvidg. uppl.
- Kommentar till strafflagen kap. 7 / av Nils Stjernberg. - 1926
- Kriminalpolitik : studier till den svenska strafflagsreformen / af Nils Stjernberg. - 1918
- Kriminalpolitik : studier till den svenska strafflagsreformen / av Nils Stjernberg. - 1935 - 2., väsentligt utvidgade uppl.
- Den nya lagen om återfallspreskription den 30 mars 1901 / af Nils Stjernberg. - 1903
- Den nya svenska strafflagstiftningen angående minderåriga förbrytare, tillika ett bidrag till spörsmålen angående villkorlig straffskyldighet / af Nils Stjernberg. - 1905
- Om förutsättningarna för lagarnes upprätthållande : två föreläsningar. - 1935
- Om statsmaktens ställning till den yrkesmässiga prostitutionen : anförande vid svenska kriminalistföreningens årsmöte den 27 september 1913 / af Nils Stjernberg. - 1914
- Om straff och strafftillämpning i Europa före upplysningstidehvarfvet / Nils Stjernberg. - 1907
- Om straffskärpningar vid återfall samt skyddsåtgärder mot farliga återfallsförbrytare enligt det svenska strafflagsutkastet : föredrag vid Svenska kriminalistföreningens årsmöte den 29 och 30 september 1916 / af Nils Stjernberg. - 1917
- Den positiva straffrättens allmänna del / af Nils Stjernberg. - 1920-
- Den positiva straffrättens allmänna del. H. 1. - 1920
- Principerna för strafflagsreformen : föredrag / af Nils Stjernberg. - 1910
- Strafflagen kap. 16 : anteckningar efter föreläsningar av professor Nils Stjernberg åren 1935-1936 / översedda och granskade av föreläsaren. - 1948 - 4. uppl. revid. med hänsyn till ny lagstiftning av Ivar Agge
- Strafflagen kap. 16 : anteckningar efter föreläsningar av professor Nils Stjernberg åren 1935-1936 / översedda och granskade av föreläsaren. - 1945 - 3. uppl.
- Strafflagen kap. 9-11 : anteckningar efter föreläsningar av professor Nils Stjernberg. - 1943
- Strafflagen kap. 9-11 : anteckningar efter föreläsningar av professor Nils Stjernberg. - 1932
- Straffrättsliga studier / av Nils Stjernberg. - 1928
- Supplement till andra upplagan av Kommentar till strafflagen kap : 17-18. - 1941
- Svensk specialstraffrätt : på grundval av föreläsningar av professor Nils Stjernberg . - 1927
- Till frågan om de s. k. rent ekonomiska kategorierna / Nils Stjernberg. - 1902
- Ur staternas liv : studier över antikt och modernt statsliv / av Nils Stjernberg. - 1936
- Äro den svenska rättens regler angående bevisning i ärekränkningsmål af beskaffenhet att böra upprätthållas i en ny strafflag? : föredrag vid Svenska kriminalistföreningens årsmöte den 2 oktober 1915 / af Nils Stjernberg. - 1916
- Straffrättens speciella del : (i fråga om kap. 7-13, 16-18 samt 24 hänvisas till av professor Stjernberg utgivna kommentarer) / av Nils Stjernberg. - 1939
- Straffrättens speciella del, kap. 8-11: efter föreläsningar av Professor Nils Stjernberg. Tryckta utan medverkan av föreläsaren. - 1927

## Utmärkelser
- Hedersdoktor vid Universitetet i Padua, 1922
- Ledamot av Norska vetenskapsakademien, 1936
- Ledamot av Kungliga Samfundet för utgivande av handskrifter rörande Skandinaviens historia, 1933

## Familj
Gift med Elin Löfgren, dotter till komminister G. Löfgren och Emelie Kjelleström. Nils Stjernberg var son till överlotsen F. Stjernberg och Sofia Lindquist.